# Anice, fille de ferme
Anice, fille de ferme (titre original : The Plow Girl) est un film muet américain réalisé par Robert Z. Leonard et sorti en 1916.

## Synopsis
Une histoire qui débute dans le veld sud-africain et se poursuit jusque dans les salons de la London Society...

## Fiche technique
- Titre original : The Plow Girl
- Réalisation : Robert Z. Leonard
- Scénario : Charles Sarver, Harvey F. Thew, d'après une histoire d'Edward Morris
- Chef-opérateur : Charles Rosher
- Direction artistique : Wilfred Buckland
- Date de sortie :
  - États-Unis : 13 novembre 1916

## Distribution
- Mae Murray : Margot
- Elliott Dexter : John Stoddard
- Charles K. Gerrard : Lord Percy
- Edythe Chapman : Lady Brentwood
- Horace B. Carpenter : Mr Pantani
- William Elmer :Kregler
- Lillian Leighton : la mère de Stoddard
- Jane Wolfe
- Theodore Roberts